# فوينتيلسيسبد
بلدية فوينتيلسيسبد (بالإسبانية: Fuentelcésped)‏, هي إحدى بلديات مقاطعة برغش, التي تقع في منطقة قشتالة وليون, والتي تقع في شمال غرب إسبانيا.
يبلغ عدد سكانها 179 نسمة وفقاً لإحصائية سنة (2002).